# Forum (Luik)

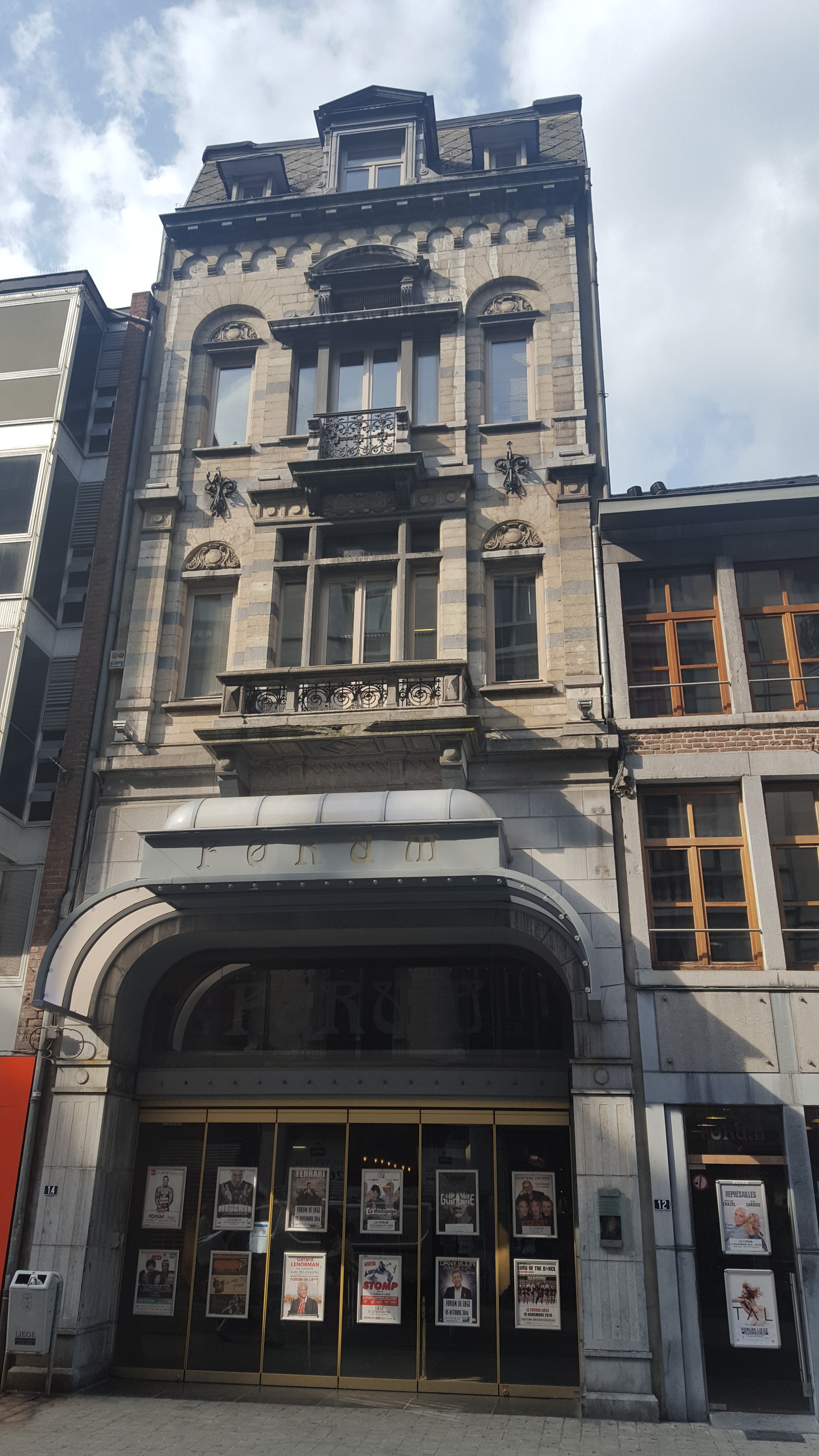
Voorgevel

Forum is een zaal in de Belgische stad Luik (Rue Pont d'Avroy). De zaal voor toneel en concerten werd geopend in 1922. Ze werd gebouwd in art-decostijl en is een beschermd monument.

## Geschiedenis
Voor de bouw van de zaal moesten een dertigtal woningen en gebouwen worden afgebroken. De plannen werden getekend door architect Jean Lejear die ook de zalen Casino in Brussel en Coliseum in Charleroi ontwierp. De bouw duurde zestien maanden. De zaal werd ingehuldigd op 30 september 1922 met een opvoering van de operette Le voyage de Suzette en een defilé van een Amerikaans circus.
In de beginjaren deed de zaal vaak dienst als cinema.  Daarnaast traden in de zaal artiesten op, zoals Mistinguett, Maurice Chevalier, Claude François, Édith Piaf, Louis Armstrong, Jacques Brel, Ella Fitzgerald, Johnny Hallyday en Ray Charles. In de jaren 1980 sloot de zaal maar ze werd behoed voor de sloop door een wettelijke bescherming in 1979. De zaal werd gerestaureerd en heropend.

## Beschrijving
De zaal is gebouwd in art-decostijl en veel authentieke elementen bleven bewaard, zoals de 15.000 lampen die de zaal verlichten, de glasramen van de Ateliers Osterrath en de projectieruimte op de eerste verdieping. Bij de renovatie werden het podium en de zetels wel aangepast naar de normen van de tijd.

## Lectuur
- Thierry Luthers, Le Forum de Liège, 100 ans d'émotions, Renaissance du livre, 2022